# Amarinto (mitología)
Amarinto (griego antiguo: Ἀμάρυνθος) en la mitología griega fue un cazador de Artemisa, de quien la ciudad de Amarinto de Eubea tomó su nombre. De este héroe, Artemisa derivó el nombre Amarintia o Amarisia, a quienes le rendían culto a esta diosa en Eubea, como también en la región del Ática.